# Chionaema gazella
Chionaema gazella är en fjärilsart som beskrevs av Moore 1872. Chionaema gazella ingår i släktet Chionaema och familjen björnspinnare. Inga underarter finns listade i Catalogue of Life.